# Grzegorz Fitelberg
Grzegorz Fitelberg (18. října 1879 Daugavpils Lotyšsko – 10. června 1953 Katovice, Polsko) byl polský dirigent, hudební skladatel a houslista, člen hnutí Mladé Polsko.

## Život
Grzegorz Fitelberg byl synem vojenského hudebníka Hozjasza Fitelberga. V letech 1891–1896 studoval na Hudebním institutu ve Varšavě hru na housle u Stanisława Barcewicze a skladbu pod vedením Zygmunta Noskowského. Po dokončení studia působil jako houslista orchestru Velkého divadla ve Varšavě a od roku 1901 byl členem Varšavské filharmonie. V roce 1898 získal první cenu ve skladatelské soutěži Ignace Paderewského v Lipsku za Sonátu a-moll pro housle a klavír. V roce 1901 získal rovněž 1. cenu v soutěži hraběte Maurice Zamoyského ve Varšavě za Trio f-moll pro housle, violoncello a klavír. V sezoně 1904/1905 debutoval jako dirigent Varšavské filharmonie.
Další Fitelbergova umělecká činnost byla ovlivněna přátelstvím a spoluprací se skladatelem Karolem Szymanovským. Společně s ním založil a vedl Společnost mladých polských skladatelů a pořádal koncerty z jejich děl. V letech 1908-1911 stál v čele Varšavské filharmonie a často jako dirigent hostoval u orchestrů v Berlíně, Lipsku, Drážďanech, Rize a ve Vídni. V sezóně 1912-1913 působil jako dirigent Dvorní opery ve Vídni. Rovněž řídil orchestr Musikverein, s nímž 25. a 26. dubna 1912 navštívil Krakov.
V roce 1913 se krátce vrátil do Varšavy a poté na pozvání Sergeje Kousevického odcestoval do Ruska . V letech 1914-1919 působil v Petrohradě. Vedl orchestr divadla Muzykalnaja drama, orchestr Mariinského divadla a orchestr Michajlovského divadla. Od roku 1917 dirigoval Státní orchestr a po odchodu Sergeje Kousevického (1920) stanul v jeho čele. V sezoně 1920/1921 byl dirigentem Velkého divadla v Moskvě. V roce 1921 byl jmenován dirigentem souboru Ruský balet Sergeje Ďagileva. Spolupracoval s ním až do roku 1924. Dirigoval mimo jiné představení v Paříži , Londýně , Monte Carlu a Bruselu. V letech 1924-1934 vedl Varšavskou filharmonií a spolupracoval s Velkým divadlem ve Varšavě. Vystupoval rovněž v zahraničí. V roce 1925 měl sérii koncertů v divadle Colon v Buenos Aires a řídil inscenace řady ruských oper v Paříži. V letech 1934–1939 organizoval a vedl Symfonický orchestr Polského rozhlasu ve Varšavě. Vedle běžných rozhlasových koncertů uváděl veřejné koncerty ve Varšavě a Krakově a na Světové výstavě v Paříži v roce 1937, kde orchestr získal zlatou medaili.
V listopadu 1939 Fitelberg za dramatických okolností opustil Varšavu a přes Vídeň a Milán odešel do Paříže. V roce 1940 uvedl několik koncertů v Bristolu (BBC), Londýně a Haagu k uctění polských obětí války. V listopadu 1940 odešel do Jižní Ameriky. V letech 1940–1941 byl dirigentem Teatro Colon v Buenos Aires. Od roku 1942 až do konce války působil v USA. V roce 1946 se vrátil do Evropy a řídil řadu koncertů ve Velké Británii, Nizozemí a ve skandinávských zemích. Jeho první koncert po návratu do Polska se konal v říjnu 1946 v Krakově. V roce 1947 se stal ředitelem Velkého symfonického orchestru Polského rozhlasu v Katovicích. S tímto orchestrem vystupoval ve Varšavě, Vratislavi, Krakově, v Československu (1948), v Rumunsku a Maďarsku (1950).
Kromě koncertní činnosti byl i pedagogem. V letech 1927-1930 vyučoval dirigování na varšavské konzervatoři. V sezóně 1950-1951 působil jako profesor Státní vysoké školy múzických umění v Katovicích. Jeho žák Karol Stryja byl iniciátorem vzniku dirigentské soutěže pojmenované Fitelbergovým jménem.
Zemřel 10. června 1953 v Katovicích. Je pohřben na vojenském hřbitově ve Varšavě.
Jeho syn Jerzy Fitelberg (1903-1951) se stal hudebním skladatelem.

## Ocenění
Polská
- Zlatý záslužný kříž (1932)
- Řád znovuzrozeného Polska 4. třídy (1927)
- Řád znovuzrozeného Polska 3. třídy (1947)
- Řád znovuzrozeného Polska s hvězdou 2. třídy (1947)
- Řád práce 1. třídy (1950)
- Státní cena 1. stupně

Zahraniční
- Komandér Řádu čestné legie (Francie)
- Řád Fénixe (Řecko, 1938)
- Řád italské koruny (Itálie)

dále vyznamenání řecká, jugoslávská a rumunská

## Významná díla

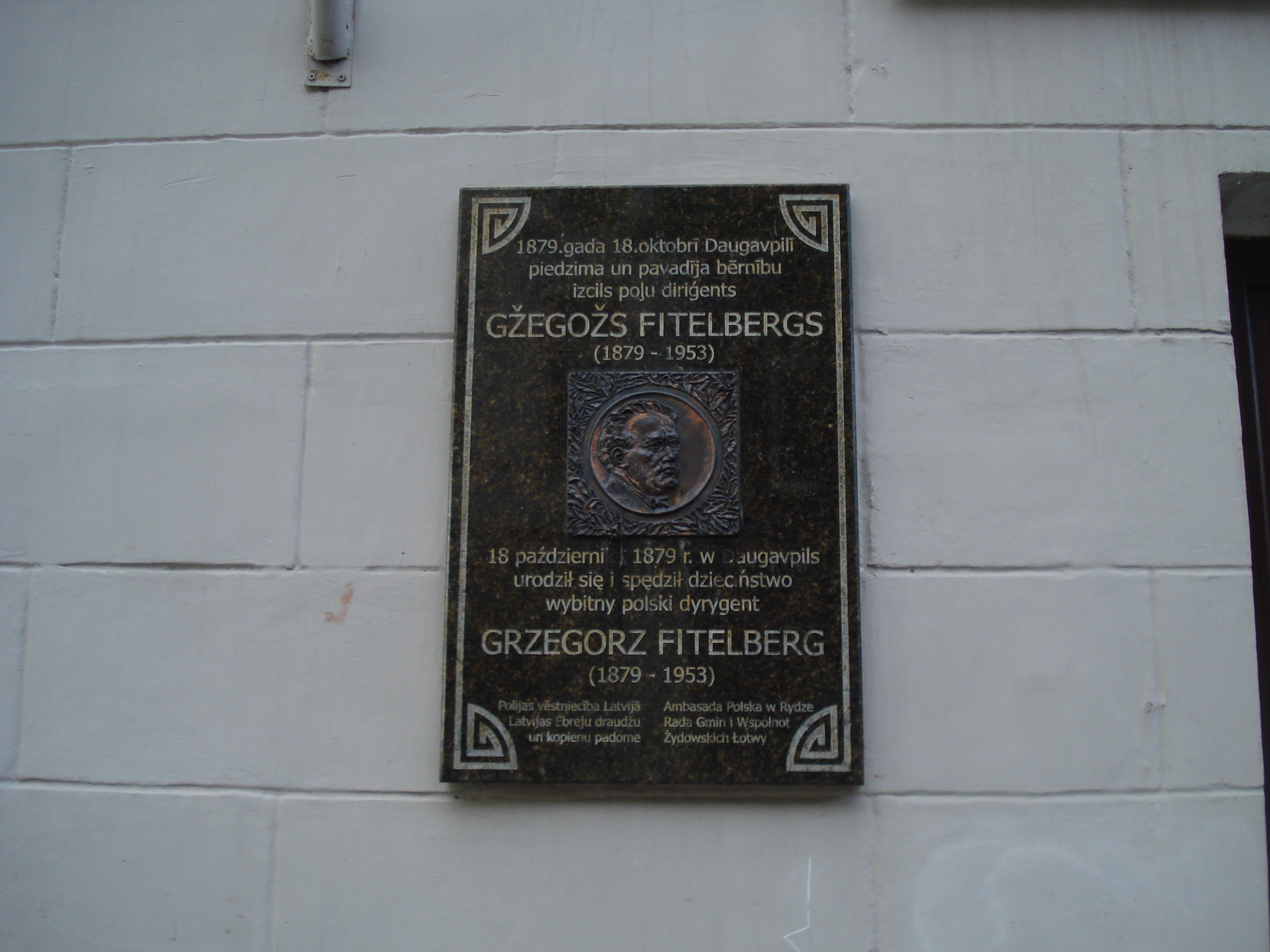
Pamětní deska na rodném domě (Daugavpils)

- Houslový koncert d-moll op. 13 (1902–1903)
- I. symfonie e-moll op. 16 (1904)
- Píseň o sokolu op. 18, symfonická báseň na námět Maxima Gorkého (1905)
- Ouvertura op. 14 (1905)
- Ouvertura op. 17 (1906)
- II. symfonie A-dur op. 20 (1907)
- Protesilaus i Laodamia op. 24, symfonická báseň (1908)
- Polská rapsodie op. 25 (1913)
- II. rapsodie (1914)
- V hlubinách moře (W głębi morza) op. 26, symfonický obraz pro velký orchestr (1914).

### Komorní skladby
- Sonáta pro housle a klavír a-moll op. 2 (1894)
- Klavírní trio f-moll op. 10 (1901)
- Romances sans paroles op. 11 pro housle a klavír (D-dur (1892) a A-dur (1900))
- Sonáta pro housle a klavír F-dur op. 12 (1901)
- Sbírky písní op. 19, 21, 22, 23

Fitelberg velmi často pomáhal svému příteli Szymanovskému s instrumentací jeho děl. Také po smrti skladatele Mieczysława Karłowicze dokončil a instrumentoval jeho symfonickou báseň Epizod na maskaradzie op. 14.